# Museu del Districte Sisè
El Museu del Districte Sisè és un museu de Ciutat del Cap fundat el 1994 i ubicat en una antiga església catòlica que va ser un dels pocs edificis que el govern sud-africà de l'apartheid va respectar al Districte Sisè de Ciutat del Cap. L'espai mostra com era la vida al barri i el seu procés de destrucció. A més, des del museu s'està treballant perquè els antics veïns puguin recuperar els seus terrenys sempre que puguin acreditar que n'eren propietaris. Actualment, a bona part de l'antic districte sisè s'han construït edificis i centres comercials, però passejant pels voltants del museu encara s'hi poden veure enormes zones a camp ras allà on hi havia hagut cases. Membre de la Coalició Internacional d'Espais de Consciència.
El Districte Sisè de Ciutat del Cap era un barri cèntric que es caracteritzava per un ambient multicultural de classe treballadora. L'any 1966 el govern segregacionista de Sud-àfrica va considerar que calia expulsar-ne els residents cap a barris perifèrics, enderrocar les seves cases i construir-hi una zona residencial per a blancs. Les protestes de la comunitat van ser tan dures que el govern i la població blanca van agafar por i finalment no s'hi va construir nous edificis, fet que va deixar un immens descampat al mig de Ciutat del Cap.